# 2021年努纳武特地区大选
2021年努纳武特地区大选于2021年10月25日举行，用以選出第6届努纳武特地区立法会议员。
因努纳武特地区实行共识政府制度，由第6届地区立法会于11月17日举行的第一次特别会议选举37岁的P.J. 阿奇高克担任新一任努纳武特地区行政长官， 并于之后选举8人担任地区政府各组成部门主管（各厅厅长）。
新一届地区政府于2021年11月19日就任。

## 选举结果
基于共识政府下的地区立法会议员候选人均为独立人士，选举结果显示当选的第6届地区立法会22名议员中，上届地区立法会议员连任11人，新就任地区立法会议员11人。